# کک‌ایدی
کک‌اَیدی (به ازبکی: Kakaydi) یک منطقهٔ مسکونی در ازبکستان است که در شهرستان جرقرغان واقع شده‌است. کک‌ایدی ۶٬۵۰۰ نفر جمعیت دارد.